# Essakané-Site
Ne doit pas être confondu avec Essakané-Village.
Essakané-Site est une commune située dans le département de Gorom-Gorom, dans la province d'Oudalan, région du Sahel, au Burkina Faso.

## Géographie
Le village est situé dans le nord-est du Burkina Faso, à une trentaine de kilomètres à l'est de Gorom-Gorom et à une vingtaine de kilomètres à l'ouest de la frontière malienne. La mine d'Essakané se trouve juste au sud-est, sur l'autre rive de la rivière Gorouol.